# 木谷真美
木谷 真美（きたに まみ、1984年8月6日 - ）は、タレント、ラジオパーソナリティ。ホリプロアナウンサーズプロモーションを経て、IARA MODELS所属。

## 人物・経歴
神奈川県茅ヶ崎市出身、明治大学商学部を卒業した。身長168cm、B81cm、W58cm、H84cm、靴のサイズ24.5cm、血液型B型。
ホリプロアナウンサーズプロモーションに所属していた当時、同事務所所属の棚橋麻衣とのコンビ『りぞっつ』でも活動し、お笑いの舞台に出演したこともあったが、2008年2月で活動を休止した。
自身のブログや『阿部重典のアットマーク』のオープニングで「ちゅりーん」という言葉をよく使っており、これは『りぞっつ』で決め台詞的に使っていたものでもあった。
2010年1月11日、プロ野球・東北楽天ゴールデンイーグルス投手の永井怜と結婚した。2011年5月20日、第1子となる長女を出産した。
2013年9月5日、第2子となる長男を出産した。

## 出演

### ラジオ
- 阿部重典のアットマーク （茨城放送、2007年10月1日から番組終了まで月曜日アシスタント）
- 杉澤修一の戦いの掟（ラジオ日本）

### インターネットテレビ
- エクセラpresents表参道カフェ『HAPなりぞっつTIME』（あっ!とおどろく放送局、2008年2月14日終了）

### CM
- 明治乳業「明治ミルクとココア」
- マクドナルド「ハッピーセット」

## キャンペーンガール他
- 第1回スペースクラフトグループ 水着グラビアオーディション 準グランプリ
- ミススマイル茅ヶ崎（2005年）
- はとバスイメージガール（初代、2006年 - 2009年）
- 東京ヴェルディ1969公認ヴェルディガールズ（2007年、）